# Braunkolibri
Der Braunkolibri (Coeligena wilsoni) oder Braune Andenkolibri, manchmal auch Königsmusketier oder Wilson-Waldnymphe genannt, ist eine Vogelart aus der Familie der Kolibris (Trochilidae). Die Art hat ein großes Verbreitungsgebiet, das etwa 75.300 Quadratkilometer in den südamerikanischen Ländern Kolumbien und Ecuador umfasst. Der Bestand wird von der IUCN als „nicht gefährdet“ (least concern) eingeschätzt.

## Merkmale
Der Braunkolibri erreicht eine Körperlänge von etwa 10,9 Zentimetern. Der schlanke gerade Schnabel wird etwa 33 Millimeter lang. Im Feld wirkt der Vogel vorwiegend dunkelbraun. Der obere Teil des Rückens ist kupferrot und wird nach unten hin oliv. Die Farbe der Unterseite ist ein stumpfes Braun. Dazwischen gibt es am Hals einen amethystfarbenen Flecken. Seitlich der Brust befinden sich weiße Tupfen. Der Gabelschwanz ist bronzefarben. Beim Weibchen fällt der Brustfleck kleiner aus als beim Männchen.

## Habitat

Verbreitungsgebiet des Braunkolibris

Der Braunkolibri bevorzugt nassen Bergwald oder dichte Waldränder. Man trifft ihn in Höhen zwischen 700 und 1900 Metern. Selten wurde er bis in 2400 Metern Höhe beobachtet.

## Verhalten
Der Braunkolibri bewegt sich gern tief im Wald oder dichten Untergrund. Sein Futter bezieht er aus schlauchförmigen Blumen. Er ist eher ein Einzelgänger. Dabei meidet er andere Kolibriarten und ist oft überraschend zutraulich.

## Unterarten
Im Moment sind keine Unterarten des Braunkolibris bekannt. Die Art gilt daher als monotypisch.

## Etymologie und Forschungsgeschichte
Adolphe Delattre und Jules Bourcier beschrieben den Braunkolibri unter dem Namen Trochilus Wilsoni. Das Typusexemplar stammte aus der Gegend um Juntas in der Nähe von San Buenaventura im damaligen Vizekönigreich Neugranada. Später wurde die Art der Gattung Coeligena zugeordnet. Das Wort Coeligena leitet sich aus den lateinischen Wörtern coelum bzw. caelum für „Himmel“ und genus für „Nachkomme“ ab. Der Artname wilsoni ist dem Geschäftsmann und Hobbyornithologen Thomas Bellerby Wilson (1807–1865) aus Philadelphia gewidmet.